# The Hooters
The Hooters je americká rocková skupina z Filadelfie. Kombinují prvky rocku, reggae, ska a lidové hudby. The Hooters nejprve získali velký komerční úspěch ve Spojených státech ve středu osmdesátých let včetně písní „All You Zombies“, „Day By Day“, „And We Danced“ a „Where Do The Children Go“.  V roce 1985 otevřeli část benefičního koncertu Live Aid ve Philadelphii. V Evropě měli úspěch se singly „All You Zombies“ a „Johnny B“, ale jejich průlom v Evropě přišel s singlem „Satellite“. Během pozdních osmdesátých a devadesátých let měli The Hooters významný komerční úspěch v mezinárodním měřítku, zejména v Evropě, kde hráli na The Wall Concert v Berlíně v roce 1990. The Hooters vedli úspěšné koncerty v Evropě a v roce 2007 vyšlo první album nového materiálu od roku 1993, Time Stand Still. Jejich posledním vydaným albem bylo Return The Music Back: Live Double Album, vydané v roce 2017.